# 아콘 커뮤니케이터
아콘 커뮤니케이터(Acorn Communicator)는 1985년 영국의 아콘 컴퓨터(Acorn Computers)에서 개발한 업무용 컴퓨터다.
모뎀을 내장한 커뮤니케이터는 Prestel 전용 단말기에 워드 프로세서와 스프레드시트 기능을 내장해 영국과 이탈리아의 여행사나 Prestel의 초창기 온라인 도서 서비스 이용같은 틈새 시장을 공략하였지만 판매량은 매우 적었다.
커뮤니케이터는 MOS 6502 호환 16비트 CPU인 GTE G65SC816P를 내장했으며 512KB의 메모리는 1024KB까지 확장이 가능했다. 또한 256KB의 롬에는 View(워드 프로세서), ViewSheet(스프레드시트), Prestel 단말기 기능같은 오피스 프로그램과 BBC 베이직, 어셈블러가 포함된 시스템 소프트웨어가 들어있었다.
커뮤니케이터는 디스크와 같은 외부 저장 장치 연결을 위한 인터페이스가 전혀 없었으며 LAN의 일종인 ECONET 포트만 사용가능했다. 첫 번째 버전은 흑백이었으나 나중에 도터 보드로 컬러 디스플레이가 가능해졌다.

## 사양
- CPU : GTE 65SC816P 2MHz
- RAM : 512KB (1024KB 확장 가능)
  - 32KB 배터리 백업 CMOS RAM
- ROM : 256KB
- 모뎀 : 300 & 1200/75 bps
- RS423 시리얼 포트, 프린터 포트, ECONET 입출력 단자